# Zapoteken
De Zapoteken behoren tot de oorspronkelijke bevolking van Mexico.
De Zapoteken hadden voor de komst van de Spanjaarden een hoogontwikkelde cultuur in Zuid-Mexico, in de deelstaat Oaxaca. Hun hoofdstad Monte Albán werd in ongeveer 600 voor Christus voor het eerst bewoond, maar begon na 500 v.Chr. echt te groeien. Op haar hoogtepunt, 500-750 na Chr. was het een stad van naar schatting zo'n 30.000 inwoners.
In ongeveer 750 na Christus verdween de cultuur door onbekende oorzaken, net zoals die in de tegenhanger in het dal van Mexico, Teotihuacán. Het vermoeden is dat het rijk gewelddadig tot zijn eind gekomen is, ofwel door een inval, ofwel, en dat wordt waarschijnlijker geacht, door een opstand van de bevolking tegen de heersende macht. Hoewel de Zapoteken de politieke onafhankelijkheid verloren aan de Tolteken en aan verschillende Mixteekse stadstaten, bleef hun cultuur voortbestaan.
Uit opgravingen bleek hun cultuur tot 2500 jaar terug te gaan. Zij waren zeer bedreven in het maken van gouden sieraden. Ook waren zij zeer behendig in het maken van trappiramiden, tempels en graftomben.
De Zapoteken hadden een eigen hiërogliefenschrift, zij waren het oudste Meso-Amerikaanse volk met een schrift. Het schrift maakte gebruik van pictogrammen, logogrammen en lettergreep-elementen. Vastgelegd werden de gebeurtenissen uit het leven van de elites. Stambomen waren een belangrijk onderdeel, waarschijnlijk zijn die ook vaak ingezet in de machtsstrijd tussen facties binnen de elite. De meeste teksten die er nu nog bekend zijn, staan op monumenten, de geschriften op (boomschors-)papier zijn vrijwel allemaal verloren gegaan.
Op dit moment leven er zo'n 400.000 Zapoteken in Mexico. Benito Juárez, president van Mexico van 1858 tot 1872 was een Zapoteek. Andere bekende Zapoteken waren Cosijoeza, de laatste Zapoteeks heerser voor de Spaanse verovering, Heliodoro Charis, een generaal uit de Mexicaanse Revolutie, de liberale politicus Ignacio Ramírez en Leopoldo de Gyves, voormalig burgemeester van Juchitán.